# Тургеневская
Турге́невская — станция Калужско-Рижской линии Московского метрополитена. Расположена между станциями «Сухаревская» и «Китай-город», частично заложена под Тургеневской площадью и под станцией «Чистые Пруды» Сокольнической линии, на которую имеет пересадку. С 29 декабря 2007 года также имеет пересадку на станцию «Сретенский бульвар» Люблинско-Дмитровской линии.
«Тургеневская» была открыта 5 января 1972 года в составе участка «Проспект Мира» — «Китай-город». Названа по Тургеневской площади.

## История
Станция открыта 5 января 1972 года в составе участка «Проспект Мира» — «Китай-город», после ввода в эксплуатацию которого в Московском метрополитене стала 91 станция, а существовавшие до этого две разные линии - Калужская и Рижская объединились в одну.

## Станция в цифрах
- Код станции — 095.
- В марте 2002 года пассажиропоток по входу составлял 49 600 человек в сутки.
- Таблица времени прохождения первого поезда через станцию[1]:

| По чётным числам                | Будние дни | Выходные дни |
| По нечётным числам              | Будние дни | Выходные дни |
| В сторону станции «Китай-город» | 05:46:00   | 05:49:00     |
| В сторону станции «Китай-город» | 05:47:00   | 05:49:00     |
| В сторону станции «Сухаревская» | 05:46:00   | 05:46:00     |
| В сторону станции «Сухаревская» | 05:45:00   | 05:44:00     |

## Техническая характеристика
«Тургеневская» — пилонная трёхсводчатая станция глубокого заложения (глубина — 49 метров) . Сооружена по проекту архитекторов И. Г. Таранова, Ю. В. Вдовина и И. Г. Петуховой. Диаметр центрального зала — 8,5 метра. Пилоны и платформенные облицованы мрамором «коелга». Кабельные шкафы на путевых стенах скрыты за четырьмя чеканными латунными панно работы Х. М. Рысина и Дж. Я. Бодниекса. Сами путевые стены также отделаны мрамором «коелга», а их цоколь — тёмным мрамором «газган». карниз путевой стены состоит из стальных штампованных элементов, которые окрашены белой эмалью. За карнизом размещены светильники, которые освещают станцию. Пол выложен серым гранитом (ранее — светлым мрамором); стоящим внимания элементом отделки потолка в центральном зале являются ромбовидные плиты из стеклопластика.

## Вестибюли и пересадки
Станция имеет две пересадки. Из центра зала можно попасть в центр зала станции «Чистые пруды». Из северного торца зала в конце 2007 года была открыта пересадка на станцию «Сретенский бульвар» (в северный торец). Там же был установлен памятник Кирову, до этого находившийся в северном торце «Чистых прудов».
Имеется также вестибюль, ведущий из южного торца к залу, совмещённому с выходами станции «Чистые пруды». Выход осуществляется на Мясницкую улицу. В конце мая 2011 года был открыт второй, совмещённый со «Сретенским бульваром» вестибюль, ведущий от существующей пересадки в переходы под Тургеневской площадью.

## Наземный общественный транспорт
На этой станции можно пересесть на следующие маршруты городского пассажирского транспорта:
- Автобусы: с633, 913, н15
- Трамваи: А, 3, 39

## В массовой культуре
Станция появляется в романе Дмитрия Глуховского «Метро 2033» и одноимённой игре. По сюжету, станция когда-то была обычной, благополучной и живой, но в одночасье на неё нахлынули мутанты. Жители оборонялись как могли, но силы были неравными, защитники оставили блокпосты один за другим и в итоге забаррикадировались на платформе, где боролись за выживание до последнего, за что Тургеневскую и прозвали «Проклятой».
Хан привел меня на Тургеневскую, Проклятую станцию. Ее жители были обречены, но боролись за выживание до последнего.Артём, Metro 2033

## Галерея
| - Зал станции - Посадочная платформа - Поезд уезжает со станции - Проход из центрального зала на посадочную платформу |